# Oxytropis baicalia
Oxytropis baicalia är en ärtväxtart som först beskrevs av Pall., och fick sitt nu gällande namn av Christiaan Hendrik Persoon. Oxytropis baicalia ingår i släktet klovedlar, och familjen ärtväxter. Inga underarter finns listade i Catalogue of Life.